# Hitdorf
Hitdorf ist ein Stadtteil von Leverkusen.

## Lage
Das Dorfbild wird vom Rhein und der Kirche St. Stephanus geprägt. Hitdorf grenzt im Südwesten an den Rhein, im Südosten an den Leverkusener Stadtteil Rheindorf und im Norden an Monheim. Die Grenze zu Langenfeld liegt wenig nordöstlich von Hitdorf. Aufgrund seiner Lage unmittelbar am Rhein ist Hitdorf hochwassergefährdet, es existiert jedoch eine Hochwasserschutzmauer.

## Geschichte
Hitdorf wurde 1151 erstmals als Huttorp erwähnt und der Rheinhafen von Hitdorf fand schon im Jahre 1252 erstmals schriftliche Erwähnung. Seit dem Mittelalter gehörte Hitdorf zum Amt Monheim im Herzogtum Berg. 1341 wurde der Ort sogar Sitz eines Landgerichts für das Kirchspiel Rheindorf. Das Hitdorfer Fährrecht wurde erstmals 1633 beurkundet. Während der Napoleonischen Zeit kam das kleine Rheindörfchen an die Mairie Monheim im Kanton Richrath im Arrondissement Düsseldorf im Rheindepartement im Großherzogtum Berg. 1815 kam Hitdorf, nun zur Bürgermeisterei Monheim gehörend, mit dem Großherzogtum Berg an das Königreich Preußen und war zunächst bis 1819 ein Teil des Kreises Opladen, danach des Kreises Solingen im Regierungsbezirk Düsseldorf. Im Jahre 1840 wurde die katholische Pfarrei Hitdorf gegründet. Im Jahre 1857 erhielt Hitdorf die Rheinische Städteordnung, schied dadurch aus der Bürgermeisterei Monheim aus und bildete seitdem eine eigene Bürgermeisterei. Die Bürgermeistereien Hitdorf und Rheindorf bildeten seit 1897 eine Verwaltungsunion. Am 1. Dezember 1905 hatte Hitdorf 1810 Einwohner. Am 1. August 1929 kam die Stadt Hitdorf zum Kreis Solingen-Lennep, der seit 1931 Rhein-Wupper-Kreis hieß. Am 1. April 1939 trat Hitdorf wieder in das Amt Monheim ein.
Schließlich wurde die Stadt 1960 ein Teil der Stadt Monheim. Am 1. Januar 1975 wurde Hitdorf durch das Köln-Gesetz aus der Stadt Monheim in die Stadt Leverkusen umgemeindet und liegt seitdem im Regierungsbezirk Köln.

### Bürgermeister der Stadt Hitdorf ab 1857
- 1857–1863 Winand Blank, langjähriges Gemeinderatsmitglied der Samtgemeinde Richrath-Monheim, vor 1850 unter dem Bürgermeister Jacob Joseph Rosellen, 1820–1852, zuständig Landrat Hauer (Opladen), ab 1836 zuständig Landrat Bussche-Kessel, Solingen-Ohligs-Hackhausen. Sitz von Gemeinderat, das spätere Haus Wagner/Krügers an der B8, Langenfeld/Rhld.
- 1863–1870 Johann Hubert Odendahl[5]
- 1870–1872 Franz Carl Odendahl
- 1872–1880 Hubert Bongartz
- 1880–1888 Martin Rieffert
- 1888–1893 Carl Wagner
- 1893–1905 Peter Theißen, ab 1897 auch Bürgermeister von Rheindorf (ab 1905 bis 1931 unter Franz Müller)
- 1905–1933 Franz Müller, von den Nationalsozialisten aus dem Amt gedrängt, „Adenauer-Fraktion“, Deutsche Zentrumspartei
- 1934–1938 Otto Förster, NSDAP, wurde 1938 nach Langenfeld versetzt, weil Paul Schreiner von dort nach Opladen ging
- 1938–1945 Lorenz Freiburg, NSDAP-nah
- 1945–xxxx Julius Busch, wurde NSDAP-Nähe im Nachhinein nachgewiesen[6]
- 1945–1946 Cyriakus Josef Goergens, langjähriger Stadtrat, schon unter Franz Müller, NSDAP-unbedenklich
- 1946–1948 Johann Klütsch
- 1948–1952 Josef Brock
- 1952–1956 Josef Longerich
- 1956–1958 Josef Brock, Bürgermeister bei der legendären „100 Jahre Stadtrechte-Feier 1957“ von 1952 bis 1959 Kreistagsabgeordneter des Rhein-Wupper-Kreises, Bundesverdienstkreuz
- 1958–1960 Willi Broscheid

## Hochwasserschutz
Mit Unterstützung des Landes wurde Ende 2010 eine Baumaßnahme abgeschlossen, die über eine Länge von 900 Metern geht und die Lücke zum Rhein schließt. Für zehn Millionen Euro entstand eine Hochwasserwand. Das Land trug mit einem Zuschuss über sechs Millionen Euro einen großen Teil der Kosten. Auf der Strecke zwischen Fähr- und Werftstraße wurde im Untergrund eine 27 Meter tiefe Dichtwand eingebaut. Sie soll das Unterströmen des Bereichs verhindern. Von oben ist sie nicht zu sehen. Oberirdisch aufgesetzt ist darauf eine massive Wand von anderthalb Metern Höhe. Damit sie sich in das Gelände einpasst, wurde sie teilweise begrünt und verklinkert.
Wenn Hochwasser droht, kommt der mobile Teil des Bauwerks zum Einsatz: eine Aluminiumwand. Sie kann bis zu zwei Meter hoch aufgebaut werden, angepasst an den Wasserstand.

## Einwohnerentwicklung
| Jahr | Einwohnerzahl |  | Jahr | Einwohnerzahl |  | Jahr | Einwohnerzahl |
| 1990 | 5778          |  | 1995 | 6393          |  | 1996 | 6436          |
| 1997 | 6357          |  | 1998 | 6345          |  | 1999 | 6533          |
| 2000 | 6719          |  | 2001 | 6812          |  | 2002 | 6880          |
| 2003 | 7046          |  | 2005 | 7292          |  | 2006 | 7456          |
| 2008 | 7524          |  | 2010 | 7573          |  | 2013 | 7654          |
| 2021 | 7513          |  | 2022 | 7627          |  |      |               |

## Kultur und Freizeit
- Hitdorf ist in den umliegenden Städten besonders für den „Hitdorfer Karneval“ bekannt. Hier nehmen jährlich immer mehr Wagen und auch Hitdorfer Bürger teil. 2011 wurde der Karnevalszug, der vor nicht allzu langer Zeit als „Schull- un Veedelszoch“ anfing, von ca. 65.000 Zuschauern besucht.
- In der Sporthalle der Hans-Christian-Andersen-Schule haben die Basketballer des TV Hitdorf ihr Zuhause. Die „Hitdorf Dragons“ spielen seit einigen Jahren erfolgreich in der Bezirksliga.

- Hitdorf besitzt das „Matchbox“-Theater mit der kleinsten Bühne Leverkusens.
- „Caostheater“ in der evangelischen Fliedner-Kirche
- Heimatverein Hitdorf, Im Türmchen, Am Werth
- Der Stadtteil stellt den Bayer 04-Fanclub "Hitdorfer Jungs", welcher einen wesentlichen Teil der aktiven Trinkszene von Bayer 04 Leverkusen (Deutscher Meister 2024 und 2026) ausmacht und sich ansonsten bei vielen sozialen und kulturellen Aktivitäten in und um Hitdorf wiederfindet.

### Sehenswürdigkeiten
- Katholische Kirche St. Stephanus
- Hitdorfer Motorfähre

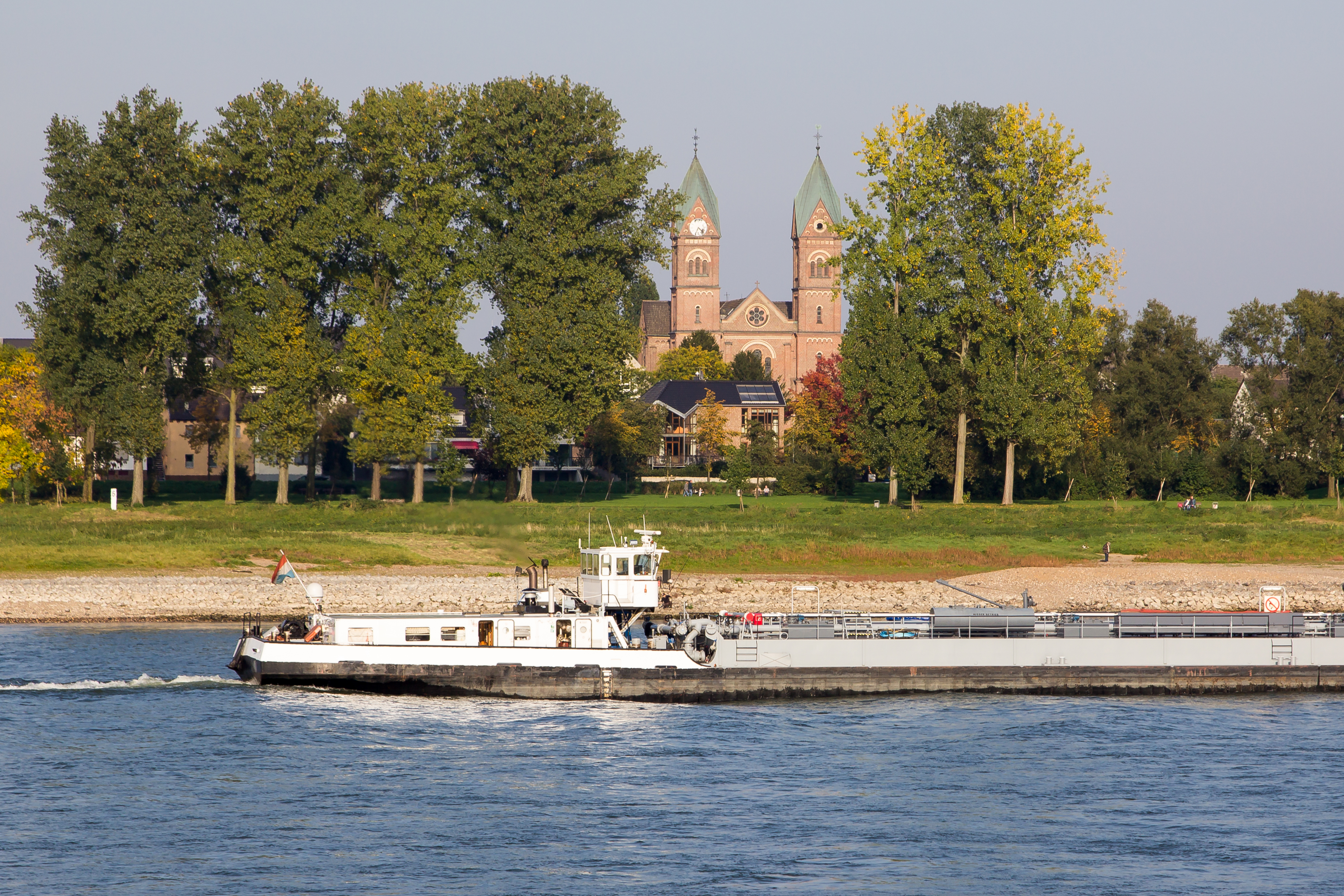
Kirche St. Stephanus, vom linken Rheinufer aus gesehen

- Das Hitdorfer Rheinufer mit Yachthafen und Biergarten unterhalb der Kirche
- Das Kran-Café[7]
- Scheuren

## Wirtschaft und Infrastruktur

### Industrie
1765 wurde die erste Hitdorfer Tabakfirma von Johann Peter Dorff gegründet. Haus Dorff des Firmengründers, das 1791 an der Langenfelder Straße errichtet wurde, steht heute unter Denkmalschutz und ist von außen zu besichtigen. 1816 wurde die Firma vom Sohn aus erster Ehe, Jakob Dorff, übernommen. Später erbte der Sohn Wilhelm Dorff der I. nach dem Tode seines Vaters 1849, unter dem die Firma ihre höchste Blüte erlebte. 1915 wurde die Fabrik, nach dem kinderlosen Tode Wilhelm Dorff des II. 1910, von der zurückgebliebenen Witwe an den Fabrikanten Lorenz Cremer verkauft.
Die zweite Hitdorfer Tabak- und Zigarrenfabrik „Tabak & Cigarren Fabrikation Caspers - Neess“ wurde 1796 von den Brüdern Caspers gegründet. Das 1666 errichtete Anwesen der Familien Caspers und Neess steht heute noch und beherbergt zurzeit ein Bed-&-Breakfast-Hotel sowie eine Galerie mit zeitgenössischer Kunst.
1833 folgte die Brauerei und 1843 die Zündholzfabrik. Alle drei Gewerbe existieren nicht mehr am Ort. In Hitdorf befindet sich die Europazentrale des Automobilherstellers Mazda. Ein Zentrallager der Firma Rossmann entstand auf dem Gelände der ehemaligen Bayer-Gärtnerei, wurde 2009 aber wieder aufgegeben. Wichtigste örtliche Arbeitgeber sind der Chempark Leverkusen und die Stadtverwaltung.

### Verkehr
Südlich von Hitdorf befindet sich die Anschlussstelle Leverkusen-Rheindorf der Autobahn A59. Es gibt eine Rheinfähre, die zwischen Köln-Langel und Hitdorf verkehrt. Die Fährstrecke konnte nach einer Havarie der Fähre „Fritz Middelanis“ am 6. Dezember 2023 nicht mehr bedient werden. Die Reparatur der seit langem anfälligen Fähre wurde als unwirtschaftlich verworfen. Am 29. Juli 2024 wurde die Fährverbindung mit der Fähre St. Michael wieder eingerichtet.

### Öffentliche Einrichtungen
- Hans-Christian-Andersen-Grundschule (benannt nach dem Märchendichter)
- St.-Stephanus-Grundschule (benannt nach der katholischen Kirche in Hitdorf)
- Freiwillige Feuerwehr, Löschzug Hitdorf
- Stadthalle (Verwaltung durch den Dachverband Hitdorfer Vereine)
- Heimatmuseum Am Werth

### Filmarbeiten
Im Herbst 2011 wurden an mehreren Tagen viele Szenen des 2012 erschienenen Kinofilms Pommes essen, u. a. mit Smudo und Thekla Carola Wied, am Hitdorfer Rheinufer nahe dem Kran-Café gedreht. Bei einer großen Brandszene kam hier auch der Löschzug 18 der Feuerwehr Hitdorf zum Einsatz.

## Bilder

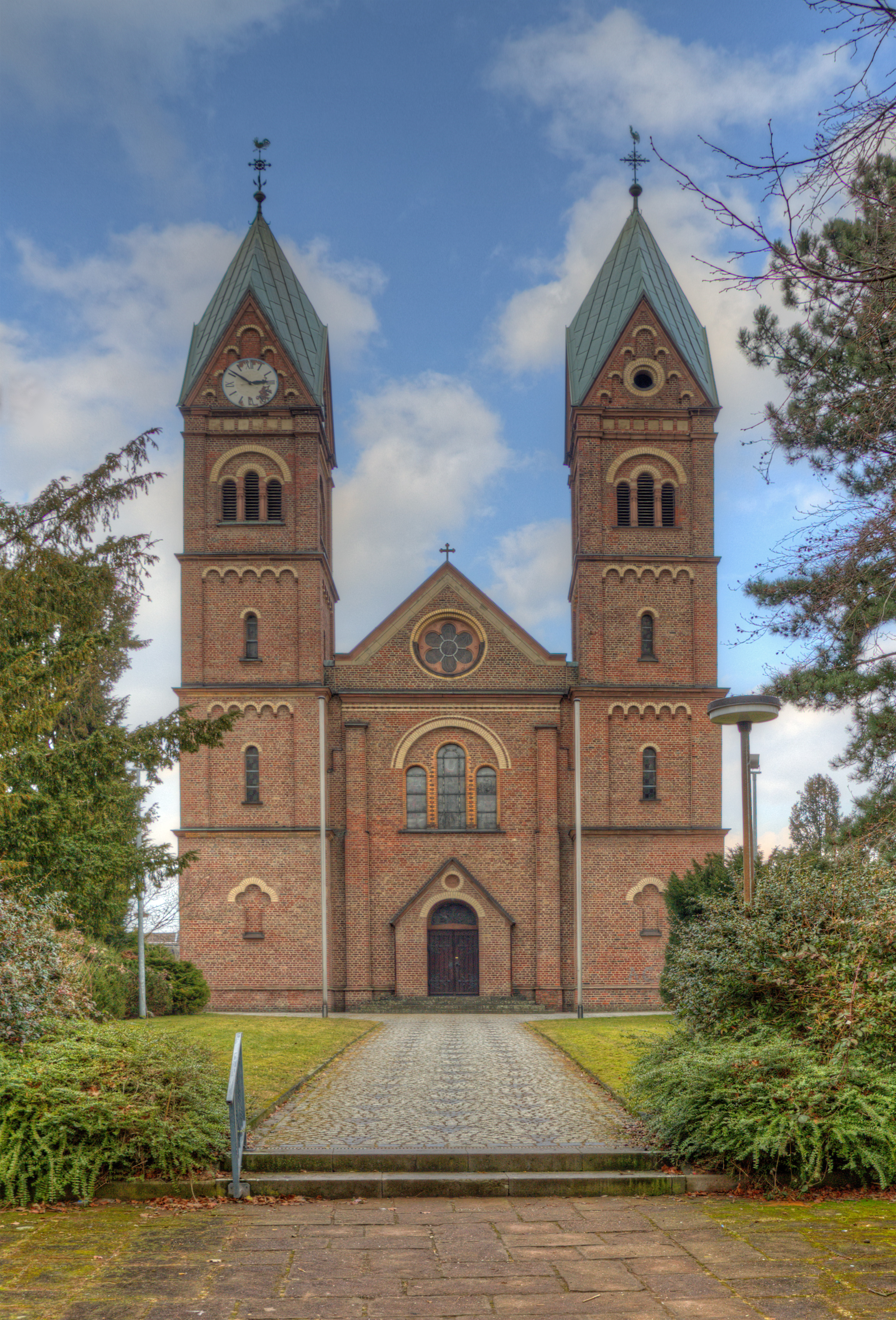
Kath. St.-Stephanus-Kirche
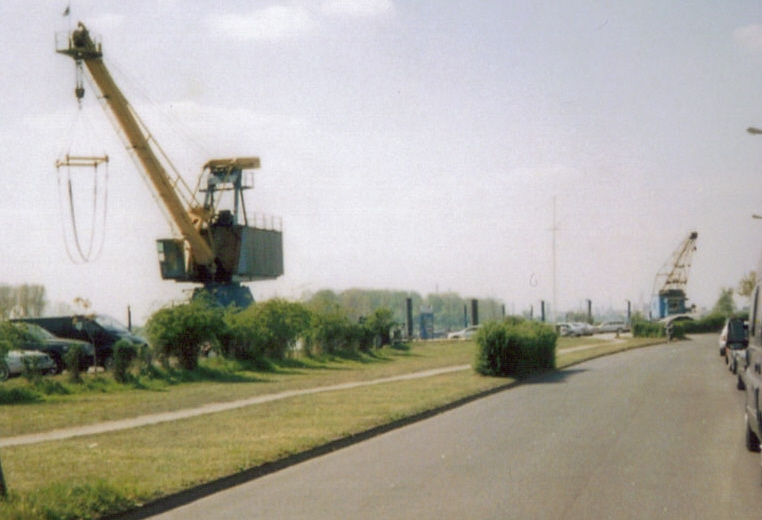
Hafen
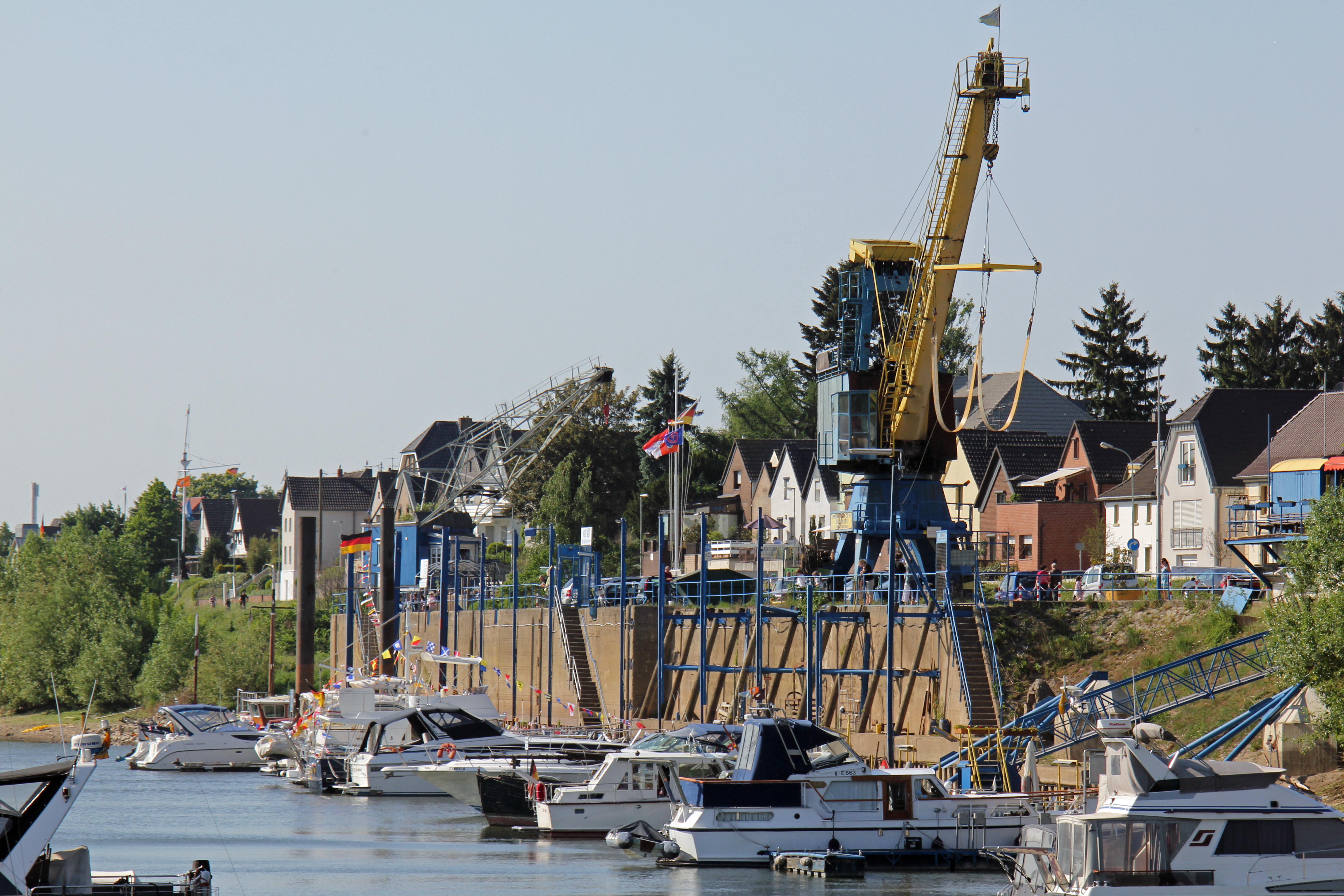
Hafen
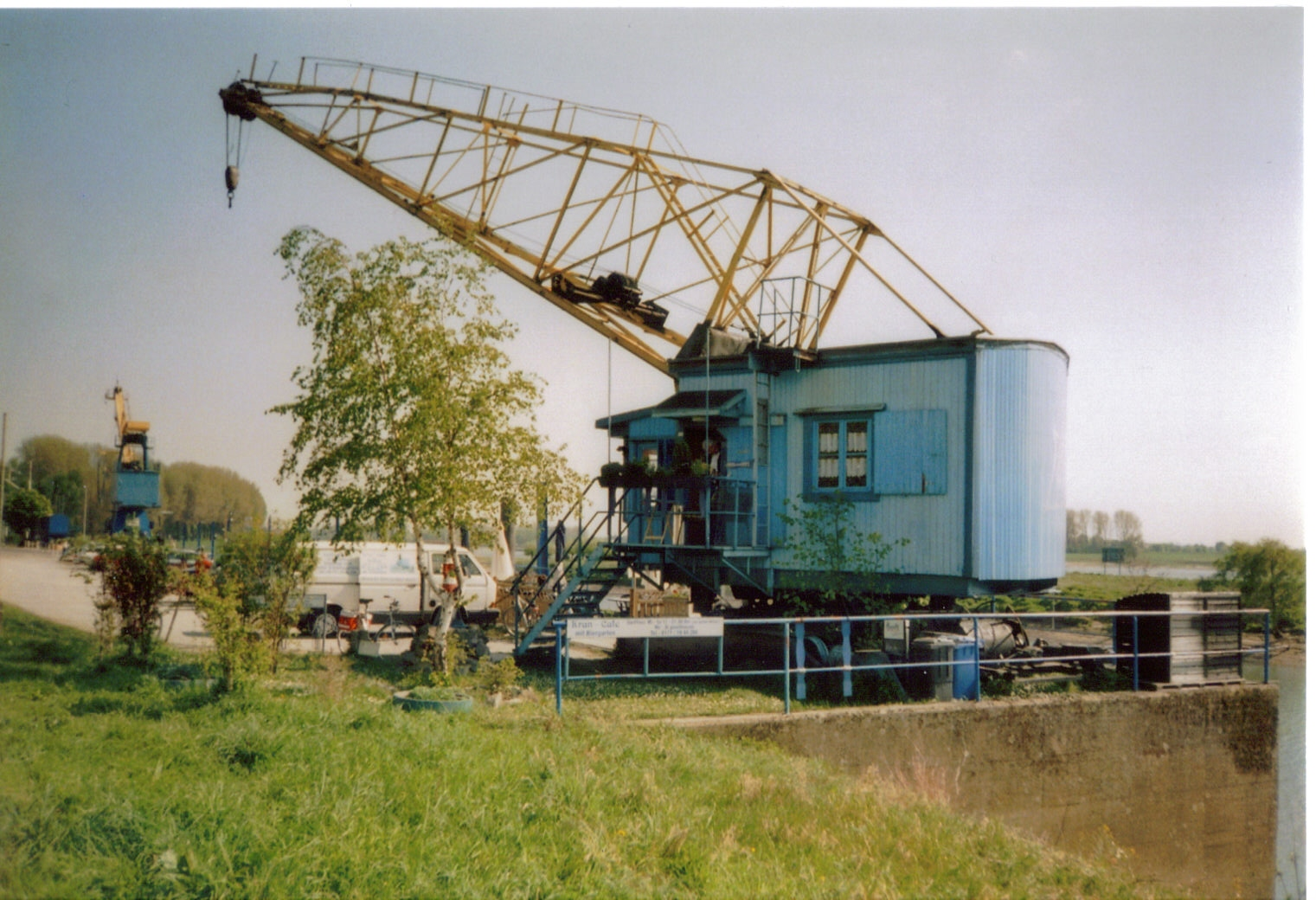
Krancafé
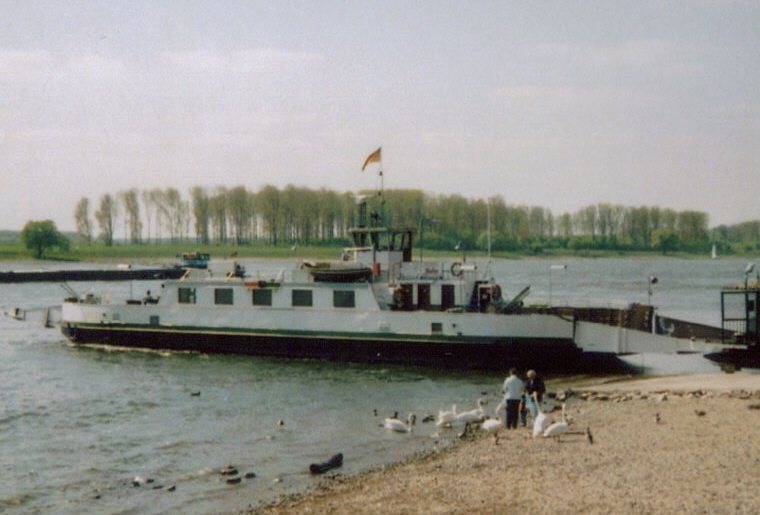
Fähre zwischen Leverkusen-Hitdorf und Köln-Merkenich (Langel)

## Persönlichkeiten
- Paul Guthnick (1879–1947), Astronom
- Heinrich Kautz (1892–1978), Religionspädagoge und Schriftsteller
- Wilfried Schmickler (* 1954), Kabarettist
- Fritz Kissels (* 1951), Künstlerischer Fotograf und Pädagoge[11]
- Anika Auweiler (* 1980), Musikerin, Komponistin und Texterin[12]

## Belege
1. ↑  Die Bevölkerung (Hauptwohnsitzbevölkerung) in Leverkusen nach Altersgruppen. (PDF) Stadt Leverkusen, abgerufen am 6. August 2024.
2. ↑  Monheim-Lexikon: Stadtrechte
3. ↑  Amtsblatt für den Regierungsbezirk Düsseldorf 1960, S. 340
4. ↑  Statistisches Bundesamt (Hrsg.): Historisches Gemeindeverzeichnis für die Bundesrepublik Deutschland. Namens-, Grenz- und Schlüsselnummernänderungen bei Gemeinden, Kreisen und Regierungsbezirken vom 27.5.1970 bis 31.12.1982. W. Kohlhammer, Stuttgart / Mainz 1983, ISBN 3-17-003263-1, S. 291 (Statistische Bibliothek des Bundes und der Länder [PDF; 41,1 MB]).
5. ↑  Johann Hubert Odendahl (Memento des Originals vom 12. Juli 2016 im Internet Archive)  Info: Der Archivlink wurde automatisch eingesetzt und noch nicht geprüft. Bitte prüfe Original- und Archivlink gemäß Anleitung und entferne dann diesen Hinweis. In: hitdorf-lev.de, abgerufen am 22. Oktober 2017.
6. ↑  Horst Waldner: Aus Trümmern in die Freiheit: Kriegsende und Neubeginn ; Monheim, Hitdorf, Baumberg, 1945–1949 Jean König, Monheim am Rhein, ISBN 978-3-9800279-5-3.
7. ↑  Bernd Imgrund, Nina Osmers: 111 Orte im Kölner Umland, die man gesehen haben muss, Verlag Emons, Köln 2010, ISBN 978-3-89705-777-7, Ort 65
8. ↑  Fähre St. Michael hat offiziell ihren Betrieb gestartet. Stadt Leverkusen, 29. Juli 2024, abgerufen am 29. Juli 2024.
9. ↑  Kölner Stadtanzeiger: Kampf gegen eine große „Curry-Kette“ (Seite nicht mehr abrufbar, festgestellt im April 2018. Suche in Webarchiven)  Info: Der Link wurde automatisch als defekt markiert. Bitte prüfe den Link gemäß Anleitung und entferne dann diesen Hinweis.
10. ↑  Fotos der Feuerwehr Hitdorf von den Dreharbeiten (Seite nicht mehr abrufbar, festgestellt im April 2018. Suche in Webarchiven)  Info: Der Link wurde automatisch als defekt markiert. Bitte prüfe den Link gemäß Anleitung und entferne dann diesen Hinweis.
11. ↑  Gabi Knops-Feiler: Neue Schau: 20 Frauen und ein Quotenmann im Sensenhammer. In: rp-online.de. 30. April 2019, abgerufen am 8. Februar 2024.
12. ↑  https://theworldnews.net/de-news/musikerin-aus-hitdorf-anika-auweiler-hat-es-in-den-rolling-stone-geschafft

Stadtbezirk I:
Hitdorf |
Manfort |
Rheindorf |
Wiesdorf
Stadtbezirk II:
Bergisch Neukirchen |
Bürrig |
Küppersteg |
Opladen |
Quettingen
Stadtbezirk III:
Alkenrath |
Lützenkirchen |
Schlebusch |
Steinbüchel